# CoCo (ファッションモデル)
CoCo（ここ、1984年12月10日 - ）は、日本の元ファッションモデル。東京都出身。元所属事務所はフライディ。

## 来歴・人物
東京都八王子市出身。
身長177cm。
2015年に一般男性と結婚し引退。